# FBOY Island Sverige
FBOY Island Sverige var ett svenskt TV-program från 2023 vars första säsong bestod av 10 avsnitt. Programledare för serien var Klara Elvgren. 
Tre kvinnor träffade tjugo män på en tropisk ö. Utmaningen bestod i att bara hälften av männen kom för att hitta kärleken, medan de andra 10 männen endast var intresserade av prispengarna. Kvinnorna skulle rösta ut de män som de misstänkte var så kallade fboys, det vill säga de som enbart var ute efter pengarna.
Serien hade premiär på Discovery+, HBO Max och Kanal 11 den 19 januari 2023.